# Aruna Asaf Ali
Aruna Asaf Ali   (Kalka, 16 de juliol de 1909 - Nova Delhi, 29 de juliol de 1996) de nom de naixement Aruna Ganguly, va ser una pedagoga, activista política i editora índia. Participant activa del Moviment d'independència de l'Índia, és recordada per haver enarborat la bandera nacional a la plaça Gowalia Tank de Bombai, durant una acció del moviment Quit India l'any 1942. Després de la independència, es va mantenir activa en política, convertint-se en la primera alcaldessa de Delhi.

## Primers anys
Aruna Asaf Ali va néixer el 16 de juliol de 1909 a Kalka, Panjab, Índia britànica (ara a Haryana, Índia) en el si d'una família bengalí brahmo. El seu pare, Upendranath Ganguly, provenia del districte de Barisal, a Bengala Oriental (actual Bangladesh), però es va establir a la província unida. Era propietari d'un restaurant. La seva mare, Ambalika Devi, era filla de Trailokyanath Sanyal, un reconegut líder brahmo que va escriure molts himnes brahmo. El germà petit d'Upendranath Ganguly, Dhirendranath Ganguly, va ser un dels primers directors de cinema indis. Un altre germà, Nagendranath, va ser un professor universitari que es va casar amb l'única filla supervivent del guanyador del premi Nobel de Literatura Rabindranath Tagore, Mira Devi. La germana d'Aruna, Purnima Banerjee, va ser membre de l'Assemblea Constituent de l'Índia.
Aruna es va educar a l'Escola Sagrat Cor de Lahore i, després, a l'All Saints' College de Nainital. Després de graduar-se, va treballar com a professora a l'Escola Memorial Gokhale de Calcuta. Va conèixer Asaf Ali, líder del partit del Congrés, a Prayagraj. Es van casar el 1928, amb 19 anys, tot i l'oposició dels pares per motius de religió i edat (era musulmà i tenia 23 anys més que ella).
| « | El meu pare ja no hi era quan l'Asaf i jo ens vam casar el setembre de 1928. El meu oncle patern, Nagendranath Ganguly, un professor universitari que es considerava el meu tutor, va dir a familiars i amics que pel que fa a ell estava morta i que m'havia realitzat el Sraddha. | » |

## Paper en la lluita per la llibertat

### Primera associació amb el moviment independentista indi
Va tenir un paper important al moviment per la independència de l'Índia. Es va convertir en membre del Congrés Nacional Indi després de casar-se amb Asaf Ali i va participar en processons públiques durant el Marxa de la sal. Va ser arrestada acusada de vagabunda i, per tant, no va ser alliberada el 1931 en virtut del Pacte Gandhi-Irwin que estipulava l'alliberament de tots els presos polítics. Altres dones copresoneres es van negar a abandonar la presó a menys que també fos alliberada i només van cedir després que Mohandas Gandhi hi intervingués. Més tard, l'agitació pública va aconseguir la seva llibertat.
El 1932 va ser empresonada a la presó de Tihar, on va protestar pel tracte indiferent als presos polítics iniciant una vaga de fam. Els seus esforços van provocar una millora de les condicions a la presó, però va ser traslladada a Ambala i va ser sotmesa a reclusió en solitari. Després del seu alliberament va ser políticament poc activa, però a finals del 1942 va participar en el moviment clandestí.

### Ascens al protagonisme durant el moviment Quit India
El 8 d'agost de 1942, el Comitè del Congrés de Tota l'Índia va aprovar la resolució Quit India a la sessió de Bombai. El govern va respondre arrestant els líders més importants i tots els membres del Comitè de Treball del Congrés i, per tant, va intentar impedir l'èxit del moviment. La jove Aruna Asaf Ali va presidir la resta de la sessió el 9 d'agost i va hissar la bandera del Congrés a la plaça de Gowalia Tank. Això va suposar el començament del moviment. La policia va disparar contra l'assemblea a la sessió. Fruit de l'acció va ser batejada com a «Heroïna del Moviment del 1942» per la seva valentia davant el perill i en els seus darrers anys va ser anomenada «Gran Anciana del Moviment de la Independència». Tot i l'absència de lideratge directe, es van celebrar protestes i manifestacions espontànies a tot el país, com a expressió del desig dels joves de l'Índia d'aconseguir la independència.
Es va emetre una ordre d'arrest contra ella, però l'any 1942 va passar a la clandestinitat per eludir la detenció i va iniciar un moviment clandestí. Les seves propietats van ser confiscades i venudes. Mentrestant, també va editar Inquilab, una revista mensual del Partit del Congrés, juntament amb Ram Manohar Lohia. En un número de 1944, exhortava els joves a l'acció demanant-los que oblidessin debats inútils sobre violència i no-violència i que s'unissin a la revolució. Líders com Jayaprakash Narayan i Aruna Asaf Ali van ser descrits com «els fills polítics de Gandhi però estudiants recents de Karl Marx». El govern va anunciar una recompensa de 5.000 rupies per la seva captura. Va caure malalta i va estar durant un temps amagada a l'hospital del Dr. Joshi a Karol Bagh, Delhi. Gandhi li va enviar una nota escrita a mà perquè sortís d'amagat i es lliurés, ja que la seva missió estava complida i podia utilitzar la quantitat de recompensa per la causa harijan. Tanmateix, va sortir d'amagat només després que es retirés l'ordre de detenció contra ella el 26 de gener de 1946. Aquella nota de Gandhi va acabar adornant el seu saló. Tanmateix, també es va enfrontar a les crítiques de Gandhi pel seu suport al motí de la Royal Indian Navy, un moviment que va veure com, en un moment donat, el principal factor unificador entre hindús i musulmans va ser el pic del moviment pel Pakistan.

### Postindependència, alcaldia i edició de llibres
Va ser membre del Partit Socialista del Congrés, una facció dins del Congrés Nacional Indi per a activistes amb tendències socialistes. Desil·lusionada amb els progressos del socialisme al Congrés, el 1948 es va unir a un nou partit, el Partit Socialista. No obstant, però, va deixar el partit juntament amb Edatata Narayanan i va decidir visitar Moscou juntament amb Rajani Palme Dutt. Tots dos es van unir al Partit Comunista de l'Índia (PCI) a principis dels anys 1950. En el terreny personal, va quedar desconsolada quan Asaf Ali va morir el 1953.
El 1954, va ajudar a formar la Federació Nacional de Dones Índies, l'ala femenina del PCI, però, juntament amb Narayanan, va deixar el partit el 1956 després de la renúncia de Nikita Khrusxov al llegat de Stalin. El 1958 va ser elegida primera batllessa de Delhi. Va estar estretament relacionada amb activistes i secularistes socials de la seva època com Krishna Menon, Vimla Kapoor, Guru Radha Kishan, Premsagar Gupta, Rajani Palme Joti, Sarla Sharma i Subhadra Joshi per al benestar i el desenvolupament social a Delhi.
L'any 1958, amb Narayanan, va començar l'editorial Link i va publicar un diari, Patriot i un setmanari, Link. Les publicacions es van fer prestigioses gràcies al mecenatge de líders com Jawaharlal Nehru, Krishna Menon i Biju Patnaik. Més tard, va sortir de l'editorial a causa de polítiques internes, atordida per l'avarícia que es va apoderar del credo dels seus companys. Tot i les reserves a la decisió sobre l'estat d'emergència al país, va romandre a prop d'Indira Gandhi i Rajiv Gandhi.
Va morir a Nova Delhi el 29 de juliol de 1996, als 87 anys.

## Llegat
Aruna Asaf Ali va ser guardonada amb el Premi Lenin de la Pau entre els pobles l'any 1964 i el premi Jawaharlal Nehru per la comprensió internacional el 1991. Va rebre el segon honor civil de l'Índia, el Padma Vibhushan de la seva vida el 1992, i finalment el premi civil més alt, el Bharat Ratna, a títol pòstum el 1997. El 1998 es va emetre un segell de commemoració. L'«Aruna Asaf Ali Marg» a Nova Delhi va ser nomenada en honor seu. El partit polític Front de Totes les Minories de l'Índia reparteix anualment el premi Dr. Aruna Asaf Ali Sadbhawana.